# إدي لوفيت
إدي لوفيت (بالإنجليزية: Eddie Lovett)‏ هو منافس ألعاب قوى أمريكي، ولد في 25 يونيو 1992 في ميامي في الولايات المتحدة.

## وصلات خارجية
- إدي لوفيت على موقع الاتحاد الدولي لألعاب القوى (الإنجليزية)
- إدي لوفيت على موقع الدوري الماسي (الإنجليزية)
- إدي لوفيت على موقع TFRRS.org (الإنجليزية)
- إدي لوفيت على موقع أوليمبيديا (الإنجليزية)